# Paweł Orzechowski (młodszy)
Paweł Orzechowski (młodszy) herbu Rogala (zm. 1632) – działacz kalwiński, poseł na sejmy. W latach 1617–1632 należał do najbardziej wpływowych działaczy i obrońców kalwinizmu małopolskiego .

## Życiorys
Urodził się w Dorohusku. Był synem Pawła Orzechowskiego i jego pierwszej żony Zofii ze Spinków . W 1603 pod opieką Jana i Pawła Krokierów, wspólnie z bratem Stanisławem, wyjechał na studia zagraniczne. Studiował w Marburgu i w Orleanie (1606–1608). Następnie wrócił do kraju. Ponownie wyjechał do Marburga w 1616. Studiował chemiatrię (chemię lekarską) pod kierunkiem Johannesa Hartmanna .
Był wyznawcą kalwinizmu wychowanym w tradycjach ariańskich. Popierał projekt porozumienia z braćmi polskimi. Udzielał pomocy materialnej różnym zborom kalwińskim (m.in. zborowi w Bełżycach), był scholarchą i protektorem szkoły bełżyckiej. Uczestniczył w synodach i zjazdach protestanckich (Lublin, Kock, Bełżyce) . W 1617 synod lubelski obrał go na świeckiego seniora dystryktu lubelskiego i chełmskiego . Sprawował tę funkcję również w latach 1622 i 1627 .
Brał udział w życiu politycznym województwa lubelskiego. Posłował na sejm warszawski w 1618, gdzie został deputowany do Trybunału Radomskiego. W latach 1626–1628 trzykrotnie obierano go marszałkiem sejmiku lubelskiego. Posłował również na sejm nadzwyczajny w Toruniu (1626) oraz sejmy zwyczajne (1627, 1629, 1631). Na sejmiku lubelskim (3 stycznia 1628) wybrano go szafarzem poborów w województwie lubelskim .
W 1626 był właścicielem Bełżyc i 12 wsi, miał także części w 9 wsiach, a jedną trzymał w dzierżawie .
W 1613 został przyjęty do Rzeczypospolitej Babińskiej . Jakub Zaborowski dedykował mu swój traktat pt. Ogień z wodą... (1619), a w 1620 Michał Mylius zadedykował mu wydaną w Rakowie pracę pt. Disputatio rhetorica profectus Keckermaniani . Wojciech Węgierski napisał po jego śmierci utwór Threnodia carmine lugubri super immaturo fato Pauli Orzechowski (1632).
Żonaty z Zofią z Konar Słupecką, miał czworo dzieci. Zmarł w 1632, najprawdopodobniej w Bełżycach .